# Micropterix amsella
Micropterix amsella là một loài bướm đêm thuộc họ Micropterigidae. Nó được Heath mô tả năm 1975. Nó được tìm thấy ở Croatia.
Sải cánh dài 6–8 mm.